# Lakshmibai
Manikarnika Tambe (Benarés, 19 de novembre de 1828 - 17 o 18 de juny de 1858), més coneguda com a Lakshmibai, Lakshmi Bai, Laxmi Bai o la raní de Jhansi, després del seu matrimoni amb el Maharajà Gangadhar Rao el 1842, va ser reina de l'estat indi de Jhansi, de l'antic Imperi Maratha (1674-1818), al centre-nord d'Índia. La raní Lakshmibai va ser una de les figures més destacades de la Rebel·lió índia de 1857 i de la resistència al Raj Britànic.
El 1853, en morir el rajà Gangadhar Rao, la raní va assumir la regència del seu fill adoptiu, Damodar Rao. No obstant això, la posterior annexió de l'estat de Jahnsi pel Raj britànic, juntament amb la rebel·lió dels espahís ;al servei de la Companyia Britànica de les Índies Orientals, la va portar a proclamar, el 14 de febrer de 1858, la lluita conjunta de tots els hindús i musulmans contra els britànics.
Després de la captura de la fortalesa de Jhansi per les forces britàniques, la raní es va poder escapar cap a la fortalesa de Gwalior. Malgrat que els britànics la van capturar, Lakshmibai va aconseguir escapar-se una altra vegada, greument ferida, i va morir en l'enfrontament posterior amb els seus perseguidors a la batalla de Kotah-ke-Serai el 17 de juny.
Sir Hugh Rose –el futur comandant en cap de l'Exèrcit Indi Britànic–, la considerava la «millor i més valenta dels líders rebels».